# Linda Linda Linda
Linda Linda Linda è un film del 2005 diretto da Nobuhiro Yamashita.
Il titolo si riferisce alla canzone Linda Linda del gruppo punk The Blue Hearts, anch'esso giapponese. La pellicola vede Aki Maeda, Yu Kashii, e Shiori Sekine nel ruolo delle tre studentesse liceali membri della band; e Bae Doona nella parte di una studentessa sud-coreana in Giappone per uno scambio culturale tra i due Stati, ma con qualche difficoltà con la lingua.

## Trama
Mancano ormai pochi giorni alla festa scolastica di fine anno del liceo della provincia giapponese di Shibazaki e tre studentesse sono alla disperata ricerca di una voce femminile per il festival rock organizzato dalla loro scuola proprio in occasione dell'evento, visto che Moe, la cantante abituale del loro gruppo, si è infortunata alla mano. Decidono allora di prendere una persona a caso ed è così che chiedono a Song, una ragazza coreana iscritta alla scuola grazie a uno scambio culturale tra i due stati, di sostituire l'amica. Song, che ancora non conosce bene la lingua, accetta senza ben capire di cosa si tratti. Le quattro adolescenti iniziano così a provare le canzoni sia a scuola che di notte, perché il fatidico e tanto atteso giorno del festival è sempre più vicino. Ed è cercando tra vecchie musicassette che quasi per sbaglio si imbattono in una vecchia hit che le farà divertire e rinforzare ancora di più la loro amicizia: Linda Linda dei Blue Hearts (una band giapponese in voga negli anni '80), da cui è tratto il titolo del film.
A poco a poco lo spettatore impara così a conoscere i caratteri delle giovani musiciste: Kei è tra le quattro la più bella ma anche quella con la personalità più forte; Kyoko è la sognatrice; Shiroko è quella più riflessiva; e Song che, se all'inizio viene vista quasi come un'intrusa, pian piano riesce ad interagire con le altre, ad integrarsi e a comunicare nonostante l'ostacolo della lingua, diventando per certi versi la vera protagonista della pellicola. Non mancano poi i tipici turbamenti adolescenziali, le prime cotte, ex-ragazzi e nuovi fidanzati, ecc.
Il finale vede le ragazze arrivare al festival di fine anno completamente distrutte dalle prove che le hanno impegnate anche di notte negli ultimi tre giorni, ma nonostante questo esse riusciranno a regalare una festa indimenticabile ai loro compagni, riunitisi nel frattempo nella palestra della scuola per via di un'incessante pioggia.

## Colonna sonora
La colonna sonora del film è stata pubblicata il 20 luglio 2005. Le tracce strumentali sono state composte da James Iha, degli Smashing Pumpkins: tra quelle non strumentali compaiono la cover di Linda Linda eseguita dalle Paran Maum, la band del film; e Boku no Migite (in italiano: La mia mano destra) e Owaranai Uta (in italiano: Canzone infinita). Vi sono anche le canzoni Sayonara Nostalgia e April Mirage dei Base Ball Bear, udibili entrambi nelle scene girate alla creperia, dove compaiono Kyoko e Oe Kazuya. La chitarra utilizzata dalla band è prodotta dall'azienda coreana Italia Guitars.
La band del film, le Paran Maum ("cuori blu" in coreano), ha pubblicato un CD singolo intitolato We Are Paran Maum e distribuito solo in Giappone e in Corea.

### Tracce
1. James Iha - Oopuningu Taitoru (2:44)
2. Paran Maum - Linda Linda (2:38)
3. James Iha - Houkago (1:04)
4. James Iha - Yonin No Fuukei (1:20)
5. Paran Maum - Boku No Migite (3:06)
6. James Iha - Aru Hi No Hirusagari (0:26)
7. Base Ball Bear - April Mirage (4:36)
8. James Iha - Hiiragi Matsuri (0:30)
9. Base Ball Bear - SAYONARA-NOSTALGIA (4:17)
10. James Iha - Kaze Ni Fukarete (1:04)
11. James Iha - Cat Walk (0:46)
12. James Iha - Taisetsu Na Jikan (3:12)
13. James Iha - Son No Yume (1:13)
14. James Iha - Kei To Kyouko to Nozomi (0:42)
15. James Iha - Yuugure No Kaerimichi (1:36)
16. James Iha - Mabayui Gogo (0:53)
17. Yukawa Shione - The Water Is Wide (1:29)
18. James Iha - Yasashii Jikan (1:22)
19. Yukawa Shione - Fuuraibou (3:19)
20. James Iha - 3.30 p.m. (1:21)
21. Paran Maum - Owaranai Uta (1:42)